# René Verriet de Litardière
René Verriet de Litardière  ( 1888 - 1957) fue un botánico, pteridólogo y explorador francés.
Desarrolló su carrera científica en el "Museo de Historia natural de Grenoble, del "Instituto de Botánica de la Facultad de Ciencias".
Fue coautor de los volúmenes 2/2, 3/1 y 3/3 del Prodrome de la flore Corse, efectuando 28 expediciones a la isla y reportando una de las más importantes colecciones de la flora de Córcega. El ensamble de los herbarios de Litardière (alrededor de 30.000 especímenes vegetales) se resguardan desde 1996 en el "Conservatorio y Herbario de Ginebra". Se sigue progresivamente preparando el material, y en 2009 ya hay disponibles 9.030 de las muestras córcegas.

## Obra

### Algunas publicaciones
- Voyage botanique en Corse (juillet-août 1908), Monnoyer, 1909

- Formation des chromosomes hétérotypiques chez le Polypodium vulgare L., 1912

- Variations de volume du noyau et de la cellule chez quelques fougères durant la prophase hétérotypique, 1913

- Le Botrychium simplex Hitchc. en Corse, Brulliard, 1927, 734 p.

- Les pozzines du massif de l'Incudine, dans Contributions à l'étude phytosociologique de la Corse, René Viguier, 1930, 18 p.

- Nouvelles contributions à l'étude de la flore de la Corse, fasc. 4, ed. des Archives de Botanique, 1930, 10 p.

- Notes sur des Ptéridophytes et Phanérogames observées en Corse au cours de la session de la Société botanique de France (août 1930), Brulliard, 1932, 77 p.

- Contributions à l'étude biogéographique de quelques Graminées de l'élément oriental dans les Alpes de Savoie et du Dauphiné, 1934

- Festuca Graeciae: Enumération des Festuca récoltés, 1942, 4 p.

- Notes sur quelques Festuca d'Espagne, 1943, 4 p.

- Sur quelques Graminées de Tunisie, 1945

- Contribution à l'étude du genre Festuca, 1945

- Sur les exsiccata de plantes corses de Soleirol, 1953

- continuador de Prodrome de la flore corse de John Briquet (1870-1931). 
  - Prodrome de la flore corse comprenant les résultats botaniques de six voyages en Corse: Catalogue critique des plantes vasculaires de la Corse. Papaveraceae-Leguminosae, v. 2, parte 1, P. Lechevalier, 1913

## Honores

### Epónimos
Especies
- (Aspleniaceae) Asplenium × litardierei Bennert & D.E.Mey. 1975

- (Asteraceae) Colymbada litardierei (Jahand. & Maire) Holub 1973

- (Asteraceae) Hieracium litardierei Arv.-Touv. 1913

- (Dryopteridaceae) Dryopteris × litardierei Rothm. 1945

- (Gentianaceae) Centaurium × litardierei Ronniger 1948

- (Hyacinthaceae) Scilla litardierei Breistr. 1954

- (Hyacinthaceae) Chouardia litardierei (Breistr.) Speta 1998

- (Lamiaceae) Marrubium litardierei Marmey 1958

- (Rosaceae) Alchemilla litardierei H.Lindb. 1932

- (Saxifragaceae) Saxifraga litardierei Luizet 1924

- La abreviatura «Litard.» se emplea para indicar a René Verriet de Litardière como autoridad en la descripción y clasificación científica de los vegetales.[2]

### Fuente
- Philippe Jaussaud & Édouard R. Brygoo. 2004. Du jardin au musée en 516 biographies (Del Jardín al Museo en 516 biografías). Muséum national d’histoire naturelle de Paris : 630 p.